# Walther Bruno
Carl Walther Bruno, född 4 juni 1896 i Helsingborg, död 23 september 1946 i Stockholm, var en svensk skulptör och medaljgravör. 
Han var son till fotografen Emil Bruno och Ebba Tolff. Efter avslutad skolgång var Bruno lantbrukselev under ett par år innan han genomgick Tekniska skolans högre konstindustriella avdelning 1920-1924, därefter bedrev han under några månader museistudier i Köpenhamn. Han anställdes vid metallfabriken Westins ateljé i Stockholm där han arbetade ett 20-tal år innan han arbetade med beställningar för ett flertal företag, bland annat C.C. Sporrong & Co, Alios Richters ateljé för emaljarbeten och Herman Bergmans Konstgjuteri. I början i sin konstnärliga verksamhet arbetade han med friskulpturer av hästar och figurer men övergick efter något år helt till medaljkonsten. Han var representerad med några av sina bästa verk vid utställningen Nutida svensk medaljkonst anordnad av Kungliga myntkabinettet och Nationalmuseum 1936. För Svenska idrottsförbundet utförde han en medalj av Viktor Balck som används vid förbundets tävlingar.